# Steenstraat (Arnhem)
De Steenstraat in Arnhem is een winkelstraat tussen het centrum en station Arnhem Velperpoort. De naam stamt uit de 13de eeuw, toen dit stukje weg naar Velp als enige bestraat was. In de straat staat de neogotische Sint-Martinuskerk (1876), een vroeg werk van architect Alfred Tepe. Het in de Tweede Wereldoorlog verwoeste Rembrandttheater, dat gevestigd was waar een Kruidvat en Foto Video Smits te vinden zijn, is na 1954 verplaatst naar een nieuw gebouw aan het Velperplein. In 2011 is het wegprofiel van de Steenstraat ingrijpend gewijzigd en verdween de trolleybus uit het straatbeeld.
De Steenstraat is bekend van de Nederlandse versie van het bordspel Monopoly, waar het samen met de Ketelstraat en het Velperplein "Arnhem" vormt.